# Olympische Geschichte Nordmazedoniens
| Gelbes Symbol für Goldmedaillen mit stilisierten Olympischen Ringen | Graues Symbol für Silbermedaillen mit stilisierten Olympischen Ringen | Braundes Symbol für Bronzemedaillen mit stilisierten Olympischen Ringen |
| ------------------------------------------------------------------- | --------------------------------------------------------------------- | ----------------------------------------------------------------------- |
| —                                                                   | 1                                                                     | 1                                                                       |

Nordmazedonien, dessen NOK, das Makedonski Olimpiski Komitet, 1992 gegründet und 1993 vom IOC anerkannt wurde, nimmt seit 1996 an Olympischen Sommerspielen und seit 1998 an Olympischen Winterspielen teil. Jugendliche Athleten nahmen an allen bislang ausgetragenen Olympischen Jugendspielen (Sommer und Winter) teil. Bis zur Namensänderung am 13. Februar 2019 nutzte Nordmazedonien die Bezeichnung Former Yugoslav Republic of Macedonia (frühere jugoslawische Republik Mazedonien) auf Grund des Streits um den Namen Mazedonien mit Griechenland.
Bevor Nordmazedonien unabhängig wurde, nahmen Sportler des Landes in der Mannschaft Jugoslawiens an Olympischen Spielen teil. Da das nordmazedonische NOK noch nicht gegründet war, gab es für Athleten des Landes bei den Winterspielen von Albertville und den Sommerspielen 1992 in Barcelona die Möglichkeit, gemeinsam mit anderen Athleten des ehemaligen Jugoslawiens als unabhängige Olympiateilnehmer anzutreten.

## Allgemeine Übersicht

### Sommerspiele

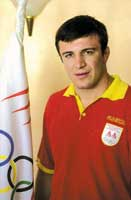
Mogamed Ibragimov gewann 2000 Bronze im Freistilringen

Die erste Olympiamannschaft Nordmazedoniens bestand 1996 aus elf Athleten, die in den Sportarten Ringen, Schießen, Schwimmen und Kanusport antraten. Ab 2000 traten Nordmazedonier auch in der Leichtathletik, ab 2016 auch im Judo an.
Als erster Teilnehmer Nordmazedoniens trat am 20. Juli 1996 mit der Schwimmerin Mirjana Boševska eine Frau zum Olympiadebüt an. Der erste Mann Nordmazedoniens bei Olympischen Spielen war am 21. Juli der Schwimmer Aleksandar Malenko.
In Atlanta wurde der Freistilringer Shaban Tërstena im Bantamgewicht Fünfter. 2000 konnte die erste olympische Medaille gewonnen werden. Der Freistilringer Mogamed Ibragimov gewann im Halbschwergewicht die Bronzemedaille.

### Winterspiele

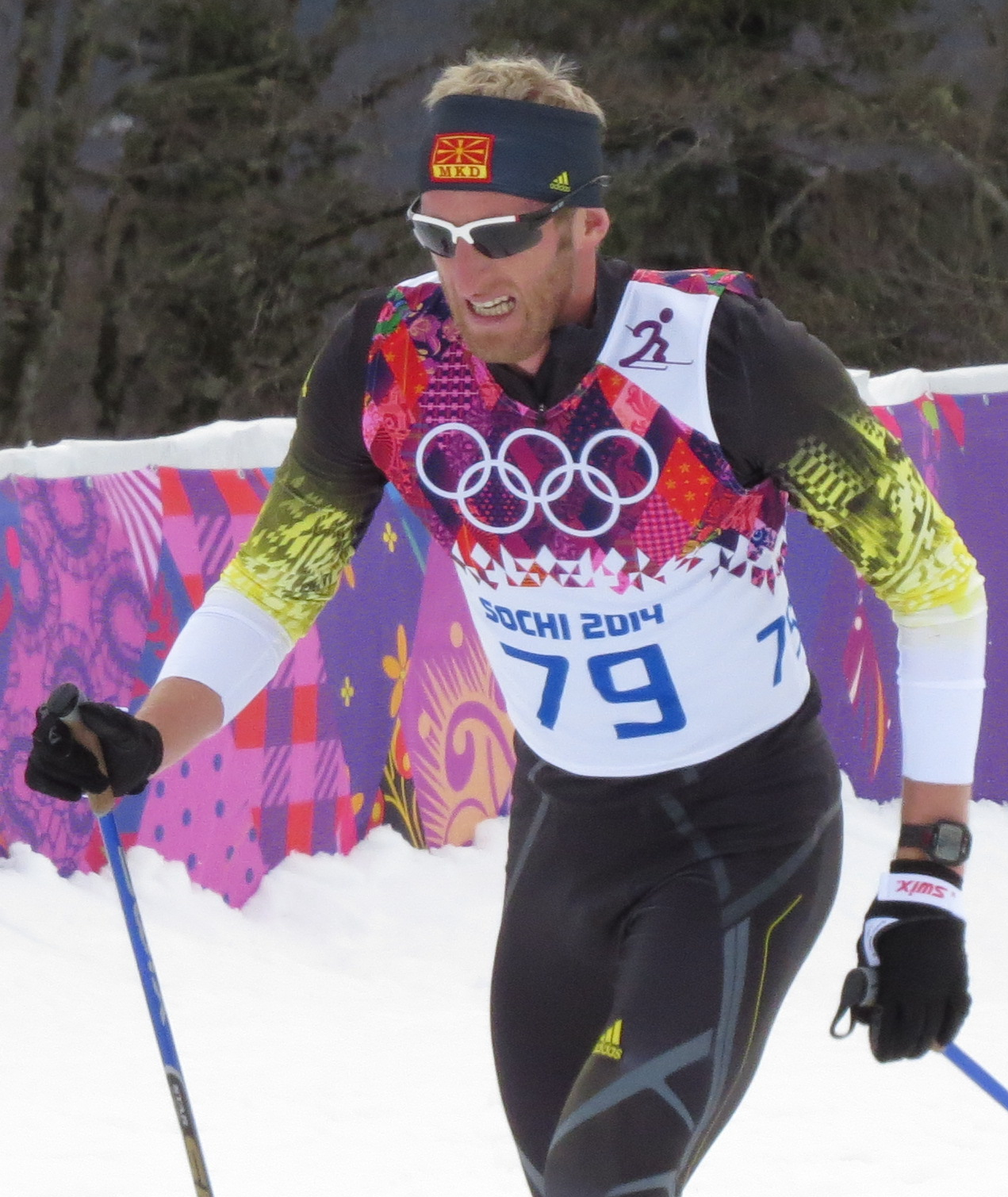
Darko Damjanovski beim 15-Kilometer-Lauf in Sotschi 2014

1998 nahm Nordmazedonien erstmals an Winterspielen teil. Seitdem haben nordmazedonische Athleten ausschließlich im alpinen Skirennsport und am Skilanglauf teilgenommen.
Erster Winterolympionike war am 19. Februar 1998 der alpine Skirennfahrer Aleksandar Stojanowski. Einen Tag später ging mit der Skirennfahrerin Jana Nikolowska die erste nordmazedonische Frau bei Winterspielen an den Start. Die beste Platzierung eines nordmazedonischen Wintersportlers war 2014 der 29. Platz des Rennfahrers Antonio Ristewski im Slalom.

### Jugendspiele
Mit sechs Jugendlichen, zwei Jungen und vier Mädchen, nahm Nordmazedonien an den Jugend-Sommerspielen 2010 in Singapur teil. Die Athleten traten in den Sportarten Badminton, Schießen, Schwimmen und Tennis an. 2014 in Nanjing nahmen fünf Jugendliche, vier Jungen und ein Mädchen, teil. Sie traten in den Sportarten Schießen, Schwimmen, Ringen und Radsport an.
Bei den Jugend-Winterspielen 2012 in Innsbruck waren ein Junge und ein Mädchen dabei. Sie nahmen im Skilanglauf und im alpinen Skirennsport teil. In den gleichen Sportarten traten 2016 in Lillehammer zwei Jungen an.

## Übersicht der Teilnahmen
|           | Athleten                                    | Athleten                                    | Athleten                                    | Sportarten                                  | Sportarten                                  | Sportarten                                  | Sportarten                                  | Sportarten                                  | Sportarten                                  | Sportarten                                  | Sportarten                                  | Medaillen | Medaillen | Medaillen | Medaillen          | Medaillen |
| Jahr      | ∑                                           |                                             |                                             |                                             |                                             |                                             |                                             |                                             |                                             |                                             |                                             |           |           |           | Medaillen – Gesamt | Rang      |
| --------- | ------------------------------------------- | ------------------------------------------- | ------------------------------------------- | ------------------------------------------- | ------------------------------------------- | ------------------------------------------- | ------------------------------------------- | ------------------------------------------- | ------------------------------------------- | ------------------------------------------- | ------------------------------------------- | --------- | --------- | --------- | ------------------ | --------- |
| 1896–1912 | nicht teilgenommen                          | nicht teilgenommen                          | nicht teilgenommen                          | nicht teilgenommen                          | nicht teilgenommen                          | nicht teilgenommen                          | nicht teilgenommen                          | nicht teilgenommen                          | nicht teilgenommen                          | nicht teilgenommen                          | nicht teilgenommen                          |           |           |           |                    |           |
| 1920–1988 | Teilnahme in der jugoslawischen Mannschaft  | Teilnahme in der jugoslawischen Mannschaft  | Teilnahme in der jugoslawischen Mannschaft  | Teilnahme in der jugoslawischen Mannschaft  | Teilnahme in der jugoslawischen Mannschaft  | Teilnahme in der jugoslawischen Mannschaft  | Teilnahme in der jugoslawischen Mannschaft  | Teilnahme in der jugoslawischen Mannschaft  | Teilnahme in der jugoslawischen Mannschaft  | Teilnahme in der jugoslawischen Mannschaft  | Teilnahme in der jugoslawischen Mannschaft  |           |           |           |                    |           |
| 1992      | Teilnahme als unabhängige Olympiateilnehmer | Teilnahme als unabhängige Olympiateilnehmer | Teilnahme als unabhängige Olympiateilnehmer | Teilnahme als unabhängige Olympiateilnehmer | Teilnahme als unabhängige Olympiateilnehmer | Teilnahme als unabhängige Olympiateilnehmer | Teilnahme als unabhängige Olympiateilnehmer | Teilnahme als unabhängige Olympiateilnehmer | Teilnahme als unabhängige Olympiateilnehmer | Teilnahme als unabhängige Olympiateilnehmer | Teilnahme als unabhängige Olympiateilnehmer |           |           |           |                    |           |
| 1996      | 11                                          | 8                                           | 3                                           |                                             | 3                                           |                                             |                                             | 3                                           | 1                                           | 4                                           |                                             |           |           |           |                    |           |
| 2000      | 10                                          | 6                                           | 4                                           |                                             | 1                                           |                                             | 2                                           | 2                                           | 1                                           | 4                                           |                                             |           |           | 1         | 1                  | 71        |
| 2004      | 10                                          | 7                                           | 3                                           |                                             | 1                                           |                                             | 2                                           | 2                                           | 1                                           | 4                                           |                                             |           |           |           |                    |           |
| 2008      | 7                                           | 5                                           | 2                                           |                                             | 1                                           |                                             | 2                                           | 1                                           | 1                                           | 2                                           |                                             |           |           |           |                    |           |
| 2012      | 4                                           | 2                                           | 2                                           |                                             |                                             |                                             | 2                                           |                                             |                                             | 2                                           |                                             |           |           |           |                    |           |
| 2016      | 6                                           | 2                                           | 4                                           | 1                                           |                                             |                                             | 2                                           |                                             | 1                                           | 2                                           |                                             |           |           |           |                    |           |
| 2020      | 8                                           | 5                                           | 3                                           | 1                                           |                                             | 1                                           | 1                                           | 1                                           | 1                                           | 2                                           | 1                                           |           |           |           |                    |           |
| 2024      | 6                                           | 4                                           | 2                                           | 1                                           |                                             |                                             | 1                                           | 1                                           | 1                                           | 1                                           | 1                                           |           |           |           |                    |           |
| Gesamt    | Gesamt                                      | Gesamt                                      | Gesamt                                      | Gesamt                                      | Gesamt                                      | Gesamt                                      | Gesamt                                      | Gesamt                                      | Gesamt                                      | Gesamt                                      | Gesamt                                      | 0         | 0         | 1         | 1                  |           |

### Winterspiele
|           | Athleten                                   | Athleten                                   | Athleten                                   | Sportarten                                 | Sportarten                                 | Medaillen                                  | Medaillen                                  | Medaillen                                  | Medaillen                                  | Medaillen                                  |
| Jahr      | ∑                                          |                                            |                                            |                                            |                                            |                                            |                                            |                                            | Medaillen – Gesamt                         | Rang                                       |
| --------- | ------------------------------------------ | ------------------------------------------ | ------------------------------------------ | ------------------------------------------ | ------------------------------------------ | ------------------------------------------ | ------------------------------------------ | ------------------------------------------ | ------------------------------------------ | ------------------------------------------ |
| 1924–1988 | Teilnahme in der jugoslawischen Mannschaft | Teilnahme in der jugoslawischen Mannschaft | Teilnahme in der jugoslawischen Mannschaft | Teilnahme in der jugoslawischen Mannschaft | Teilnahme in der jugoslawischen Mannschaft | Teilnahme in der jugoslawischen Mannschaft | Teilnahme in der jugoslawischen Mannschaft | Teilnahme in der jugoslawischen Mannschaft | Teilnahme in der jugoslawischen Mannschaft | Teilnahme in der jugoslawischen Mannschaft |
| 1992–1994 | nicht teilgenommen                         | nicht teilgenommen                         | nicht teilgenommen                         | nicht teilgenommen                         | nicht teilgenommen                         | nicht teilgenommen                         | nicht teilgenommen                         | nicht teilgenommen                         | nicht teilgenommen                         | nicht teilgenommen                         |
| 1998      | 3                                          | 2                                          | 1                                          | 2                                          | 1                                          |                                            |                                            |                                            |                                            |                                            |
| 2002      | 2                                          | 2                                          | 0                                          | 1                                          | 1                                          |                                            |                                            |                                            |                                            |                                            |
| 2006      | 3                                          | 2                                          | 1                                          | 2                                          | 1                                          |                                            |                                            |                                            |                                            |                                            |
| 2010      | 3                                          | 2                                          | 1                                          | 1                                          | 2                                          |                                            |                                            |                                            |                                            |                                            |
| 2014      | 3                                          | 2                                          | 1                                          | 1                                          | 2                                          |                                            |                                            |                                            |                                            |                                            |
| 2018      | 3                                          | 2                                          | 1                                          | 1                                          | 2                                          |                                            |                                            |                                            |                                            |                                            |
| 2022      | 3                                          | 2                                          | 1                                          | 1                                          | 2                                          |                                            |                                            |                                            |                                            |                                            |
| Gesamt    | Gesamt                                     | Gesamt                                     | Gesamt                                     | Gesamt                                     | Gesamt                                     | 0                                          | 0                                          | 0                                          | 0                                          |                                            |

## Liste der Medaillengewinner

### Goldmedaillen
Bislang (Stand 2024) keine Goldmedaillen

### Silbermedaillen
Bislang (Stand 2024) keine Silbermedaillen

### Bronzemedaillen
| Name              | Spiele      | Sportart | Disziplin                  |
| ----------------- | ----------- | -------- | -------------------------- |
| Mogamed Ibragimov | 2000 Sydney | Ringen   | Freistil Halbschwergewicht |

## Medaillen nach Sportart
| Sportart | Gold | Silber | Bronze | Gesamt |
| Ringen   | 0    | 0      | 1      | 1      |
| Gesamt   | 0    | 0      | 1      | 1      |